# Napoli Barrese 2008-2009
La pagina raccoglie i dati riguardanti la Napoli Barrese, squadra di calcio a 5 militante in serie A, nelle competizioni ufficiali del 2008-2009.

## Organico

### Prima squadra[1]
| N° | Naz.                                   | Ruolo | Sportivo           | Anno     |  |  |
| -- | -------------------------------------- | ----- | ------------------ | -------- |  |  |
|    | Brasile (bandiera)                     | POR   | Christian Bertoni  | 19.03.75 |  |  |
|    | Brasile (bandiera) · Italia (bandiera) | DIF   | Rodrigo Bertoni    | 01.12.78 |  |  |
|    | Brasile (bandiera)                     | UNI   | Marcel Cabezaolias | 03.05.83 |  |  |
|    | Brasile (bandiera)                     | LAT   | Thiago Costa       | 29.12.82 |  |  |
|    | Italia (bandiera)                      | LAT   | Massimo De Luca    | 07.10.87 |  |  |
|    | Argentina (bandiera)                   | LAT   | Damián Ferreyra    | 07.02.87 |  |  |
|    | Brasile (bandiera)                     | PIV   | Bico Pelentir      | 08.07.85 |  |  |
|    | Brasile (bandiera)                     | UNI   | Nelson Pelentir    | 15.11.82 |  |  |
|    | Argentina (bandiera)                   | PIV   | Mauro Riente       | 19.04.83 |  |  |
|    | Brasile (bandiera)                     | DIF   | Rochinha           | 21.12.78 |  |  |
|    | Brasile (bandiera) · Italia (bandiera) | PIV   | Edgar Schurtz      | 11.02.79 |  |  |
|    | Italia (bandiera)                      | POR   | Andrea Sinno       | 29.03.80 |  |  |
|    | Paraguay (bandiera)                    | LAT   | René Villalba      | 08.07.81 |  |  |
|    | Paraguay (bandiera)                    | LAT   | Walter Villalba    | 22.10.77 |  |  |

### Under-21
| N° | Naz.               | Ruolo | Sportivo           | Anno     |  |  |
| -- | ------------------ | ----- | ------------------ | -------- |  |  |
|    | Italia (bandiera)  | LAT   | Ernesto Carcatella | 15.06.88 |  |  |
|    | Italia (bandiera)  | LAT   | Francesco Coppola  | 30.08.90 |  |  |
|    | Brasile (bandiera) | POR   | Fernando Costella  | 11.04.90 |  |  |

## Play-off
| Arbitri: | Antonio Marogna (Sassari) Stefano Guicciardi (Finale Emilia) |

|                             |           |                                                   |
| R. Villalba 25’ De Luca 39’ | Marcatori | 14’ Vendrame 16’, 28’ Bessa 37’ Diego De Carvalho |

| Arbitri: | Francesca Muccardo (Roma 2) Leonardo Balli (Prato) |

|              |           |                                           |
| De Sousa 44’ | Marcatori | 34’ N. Pelentir 35’ Rod. Bertoni 42’ Bico |